# Miguel Ángel López Borrego

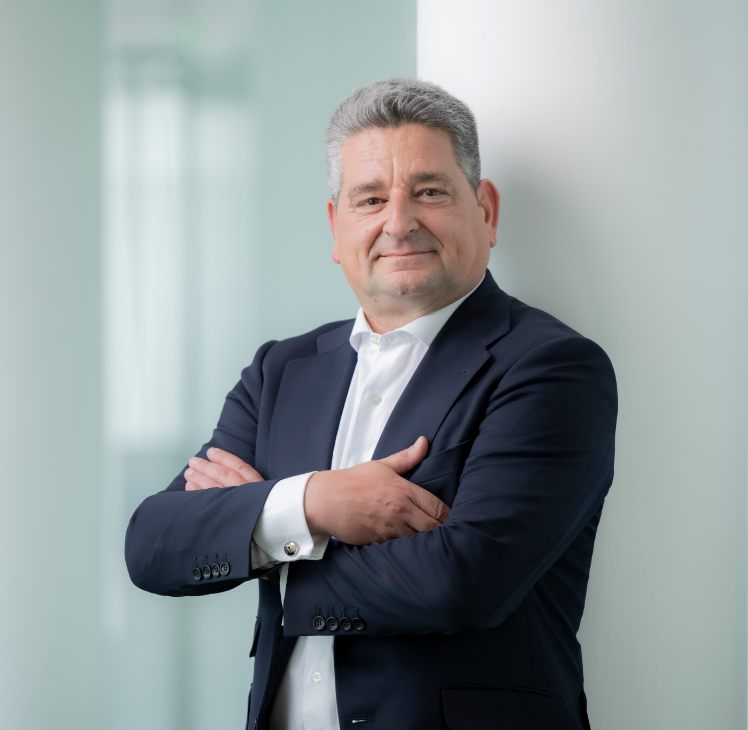
Miguel Ángel López Borrego, Juni 2023

Miguel Ángel López Borrego (* 20. Januar 1965 in Frankfurt am Main) ist ein deutsch-spanischer Manager. Seit dem 1. Juni 2023 ist López Borrego der Vorstandsvorsitzende der MDAX-Unternehmensgruppe Thyssenkrupp mit Sitz in Essen.

## Ausbildung
López Borrego absolvierte nach dem Abitur von 1984 bis 1987 an der Berufsakademie Mannheim ein Studium zum Diplom-Betriebswirt. Von 1998 bis 2000 durchlief er zudem ein globales MBA-Programm der University of Toronto, European School of Management and Technology (Erftstadt), Universität Linz und der Universität in Shanghai.

## Karriere
López Borrego begann seine berufliche Laufbahn 1987 als Controller bei der VDO AG in Hannover. Anschließend war er ab 1991 Finanzvorstand bei VDO Instrumentos in Spanien und bei der weltweiten VDO Instrumenten-Division. Innerhalb des Siemens-Konzerns war López Borrego ab 2001 Finanzvorstand verschiedener Geschäftseinheiten der Siemens AG – unter anderem ab 2008 der Industry Automation Division, ab 2014 des Geschäftsbereichs Digital Factory sowie ab 2017 von Siemens Gamesa Renewable Energy. In den Jahren von 2018 bis 2022 war er Präsident und CEO von Siemens in Spanien. In dieser Zeit nahm er zudem die Rolle des Non-Executive Chairman des Verwaltungsrates bei Siemens Gamesa ein. Von 2022 bis Mai 2023 hatte er den Vorstandsvorsitz des Auto- und Industrie-Zulieferunternehmens Norma inne. Im Juni 2023 trat er die Nachfolge von Martina Merz als Vorstandsvorsitzender der Thyssenkrupp AG an.